# Kremser Straße
Die Kremser Straße B 37 ist eine Landesstraße B in Niederösterreich und ehemalige Bundesstraße. Sie zweigt beim Knoten Traismauer von der Kremser Schnellstraße S 33 ab und quert auf der St. Pöltner Brücke bei Krems die Donau. Im Anschluss führt sie durch das Kremstal nach Rastenfeld, in der Nähe des Ottensteiner Stausees, wo sie in die Böhmerwald Straße B 38 einmündet.

## Straßenquerschnitt
Die Strecke zwischen Knoten Traismauer und Krems-Süd/Mautern, die als B 37a ausgeschildert ist, steht im Rang einer Autostraße mit einer erlaubten Höchstgeschwindigkeit von 130 km/h und weist Autobahnquerschnitt auf, da dieser Abschnitt bis 2010 Teil der Kremser Schnellstraße war. Der weitere Abschnitt bis Krems-Nord ist autobahnähnlich, mit baulich getrennten Richtungsfahrbahnen und niveaufreien Anschlussstellen ausgeführt. Die Strecke von Krems-Nord bis zur Abzweigung mit der Langenloiser Straße B 218 ist vierspurig.
Die restliche Strecke ist großteils dreispurig im 2+1-System ausgeführt. Die Gesamtlänge der Kremser Straße beträgt 43 km.

## Donaubrücke Krems
Die St. Pöltner Brücke in Krems stellt als Teil der Kremser Straße die Verbindung von der Stadt Krems in Richtung der circa acht Kilometer südlich der Donauquerung gelegenen Kremser Schnellstraße S 33 nach St. Pölten her. Die Brücke wurde 1971 fertiggestellt.

## Geschichte
Die Straße von Krems über Loiwein, Brunn und Marbach bis Rastenberg gehört zu den 17 Straßen, die 1866 zu niederösterreichischen Landesstraßen erklärt wurden. Auf dieser Straße wurde seit dem 15. Juli 1861 eine Mautgebühr erhoben.
Die Krems-Waidhofener Straße gehörte seit dem 1. April 1948 zum Netz der Bundesstraßen in Österreich. Sie führte ursprünglich durch das Kremstal über Brunn am Wald, Zwettl und Vitis bis Waidhofen an der Thaya. Seit 1971 wird der Streckenabschnitt zwischen Zwettl und Waidhofen als Zwettler Straße bezeichnet, die B 37 endet seither in Rastenfeld. 2002 erfolgte die Übertragung aller bisherigen Bundesstraßen B in die Landesverwaltungen.
Mit der Eröffnung der Donaubrücke Traismauer Ende Oktober 2010 wurde der Abschnitt Knoten Traismauer–Krems-Süd der Kremser Schnellstraße S 33 als Schnellstraße aufgelassen und Teil der Kremser Straße B 37.

## Sonstiges

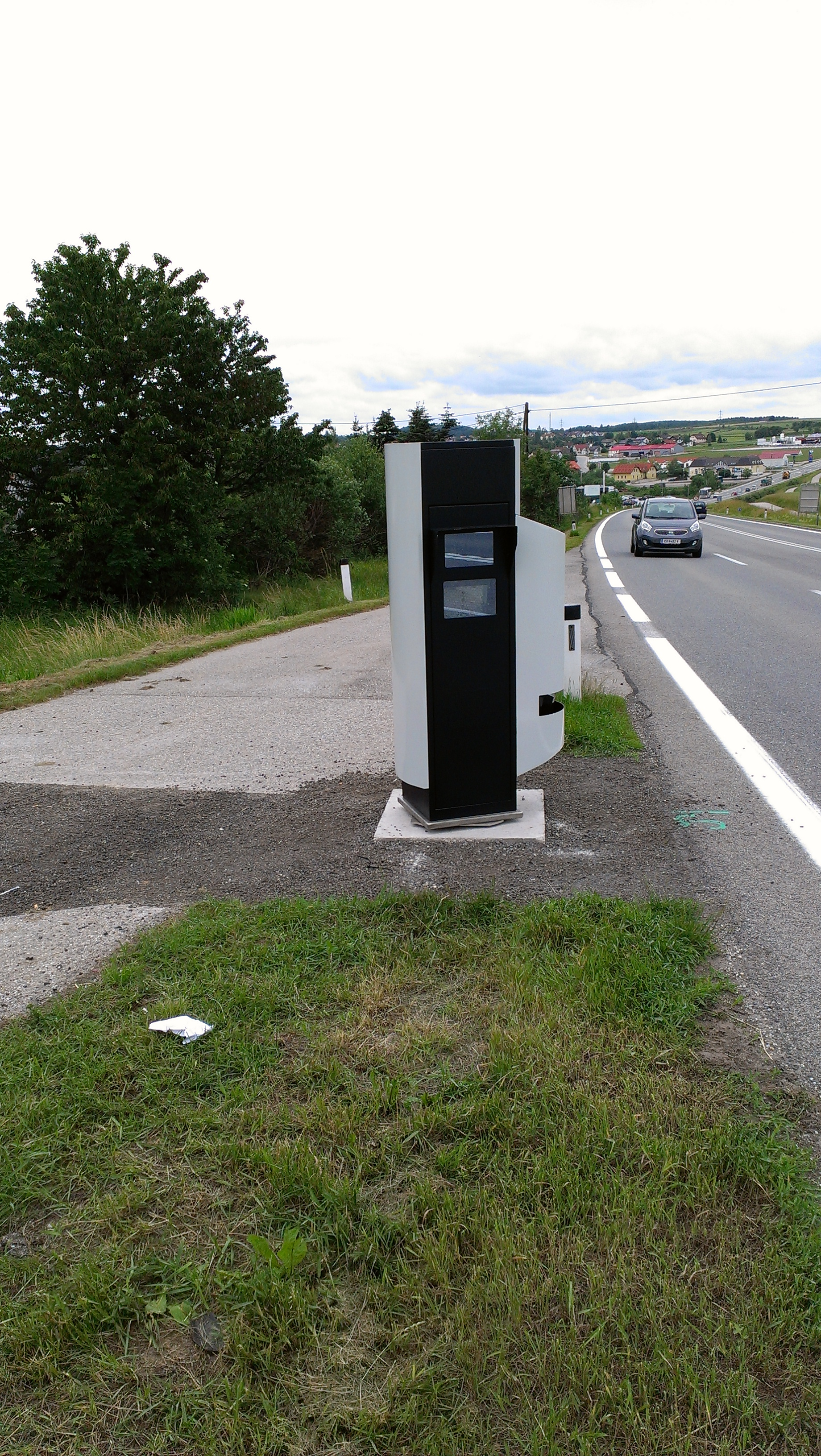
Section-Control bei Gföhl

Nachdem es laufend zu schweren Unfällen durch überhöhte Geschwindigkeiten kam, wird seit Ende Juni 2012 erstmals in Österreich auf einer Landesstraße eine „Section Control“ eingesetzt, und zwar im Bereich des Gföhler Bergs.